# Il barbiere di Siviglia (Paisiello)
Il barbiere di Siviglia, ovvero La precauzione inutile è un'opera lirica di Giovanni Paisiello su libretto tratto dalla commedia omonima di Beaumarchais. Spesso il libretto è attribuito a Giuseppe Petrosellini, anche se è più probabilmente opera di un anonimo librettista francofono, come suggeriscono i molti francesismi presenti.

## Presentazione
La prima rappresentazione ebbe luogo il 15 settembre 1782 al Teatro dell'Ermitage, presso la corte imperiale russa di Caterina la Grande.
L'opera, che ebbe immediatamente un grandissimo successo in tutta Europa, venne poi oscurata dal successivo rifacimento del 1816 di Gioachino Rossini sullo stesso soggetto, che finì per relegare in un lungo oblio la versione di Paisiello.
La vicenda essenzialmente segue la commedia di Beaumarchais, traducendone direttamente, in alcuni passi, i dialoghi. La versione di Paisiello e quella di Rossini si assomigliano molto, con qualche sottile differenza. Il libretto (attribuito nell’Ottocento al Petroselli) mette un'enfasi maggiore sulle vicende amorose interessandosi meno degli aspetti comici.
Negli ultimi decenni del Novecento si è parzialmente recuperata l'opera, che ha avuto più di una esecuzione nei teatri italiani ed europei.
La cavatina del Conte Saper bramate, tratta dall'opera, è stata utilizzata nel 1975 dal regista Stanley Kubrick, che l'ha inserita con una doppia versione, con e senza accompagnamento vocale, nella colonna sonora del film Barry Lyndon.

## Personaggi e interpreti
| Personaggio                   | Tipologia vocale | Interpreti della prima    |
| ----------------------------- | ---------------- | ------------------------- |
| Il Conte d'Almaviva           | tenore           | Guglielmo Jermolli        |
| Rosina                        | soprano          | Anna Davia de Bernucci    |
| Don Bartolo                   | basso (buffo)    | Baldassare Marchetti      |
| Figaro                        | baritono         | Giovanni Battista Brocchi |
| Don Basilio                   | basso (buffo)    | Luigi Pagnanelli          |
| Il Giovinetto                 | tenore           |                           |
| Lo Svegliato                  | basso            |                           |
| Un notaro                     | basso            |                           |
| Un alcalde                    | tenore           |                           |
| degli "Alguazilî", vari servi |                  |                           |

## Struttura dell'opera
- Sinfonia

### Atto Primo
- Introduzione: Ecco l'ora s'avvicina (Conte)
- Scena e Duetto: Diamo alla noia il bando (Conte, Figaro)
- Recitativo: Sei così grosso e grasso
- Aria: Scorsi già molti paesi (Figaro)
- Recitativo: La tua filosofia
- Duetto: Lode al ciel (Rosina, Bartolo)
- Recitativo: Adesso che si sono ritirati
- Cavatina: Saper bramate (Conte)
- Recitativo: Serrata ha la finestra
- Duetto: Non dubitar, o Figaro (Conte, Figaro)
- Recitativo: Nessun scriver mi vede
- Terzetto: Ma dov'eri tu, stordito (Giovinetto, Lo Svegliato, Bartolo)
- Recitativo: Ah! Don Basilio
- Aria: La calunnia, mio signore (Basilio)
- Recitativo: Che frammischiate mai
- Aria: Veramente ho torto, è vero (Bartolo)
- Recitativo: Ma che vuole quest'uom?
- Terzetto: Ah Rosina! Voi Lindoro? (Rosina, Conte, Bartolo)
- Recitativo: Alla fine partì
- Cavatina: Giusto ciel, che conoscete (Rosina)

### Atto Secondo
- Duetto: Oh che umore! (Conte, Bartolo)
- Recitativo: E ben chi siete?
- Aria: Già riede primavera (Rosina)
- Recitativo: Quest'arietta, per dirle il ver
- Seghidiglia Spagnuola: Vuoi tu, Rosina (Bartolo)
- Recitativo: Signor barbiere
- Quintetto: Don Basilio! Giusto cielo! (Rosina, Conte, Figaro, Bartolo, Don Basilio)
- Temporale
- Recitativo: Come, Basilio, voi nol conoscete?
- Finale: Cara, sei tu il mio bene

## Discografia
- Mercury SR 2-9010: Graziella Sciutti, Nicola Monti, Rolando Panerai, Renato Capecchi, Mario Petri; Virtuosi di Roma; Renato Fasano, direttore[5]
- Hungaroton SLPD MZS-27: Dénes Gulyas, Krisztina Laki, József Gregor, István Gáti, Sándor Sólyom-Nagy, Csaba Réti, Miklós Mersei, Gábor Vághelyi, Attila Fülöp; Hungarian State Orchestra; Ádám Fischer, direttore[2]
- Dynamic S417: Stefano Consolini, Pietro Spagnoli, Anna Maria Dell'Oste, Angelo Nardinocchi, Luciano Di Pasquale; Orchestra del Teatro Lirico G. Verdi di Trieste; Giuliano Carella, direttore